# S.O.S. (Остаться в живых)
«S.O.S.» (англ. S.O.S.) — 19-й эпизод второго сезона телесериала «Остаться в живых», и 44-й во всём сериале. Сценарий к эпизоду написали Стивен Маэда и Леонард Дик, а режиссёром стал Эрик Ланёвилль. Премьера эпизода состоялась на канале ABC 12 апреля 2006 года. Центральными персонажами эпизода являются Роуз Хендерсон (Л. Скотт Колдуэлл) и Бернард Нэдлер (Сэм Андерсон).

## Сюжет

### Воспоминания
Роуз Хендерсон и Бернард Нэдлер впервые встречаются, когда он помогает ей вытащить машину из снега. Роуз, поначалу неохотно принимавшая его помощь, в конце концов умудряется освободить машину благодаря его поддержке. В обмен на его помощь и, возможно, в результате первоначального влечения, она предлагает угостить его чашкой кофе.
Бернард и Роуз обедают с видом на Ниагарский водопад, спустя пять месяцев после их первой встречи. В этот момент Бернард делает Роуз предложение, ссылаясь на то, что они «сразу попали в ритм». Роуз, не давая ответа, сообщает, что она смертельно больна раком, и ей осталось жить год, возможно, немного дольше. Тем не менее Бернард вновь делает ей предложение, на что Роуз отвечает утвердительно.
Во время их медового месяца Бернард берёт её с собой в Австралию, чтобы увидеть целителя, Айзека из Улуру. Роуз сердится и говорит: «Я вполне смирилась с тем, что будет со мной». Однако Бернарду удаётся убедить Роуз поговорить с Айзеком, который утверждает, что его офис находится на вершине места огромной энергии, возможно, магнитной или геологической. Он говорит, что попытается использовать эту энергию, чтобы дать её другим. Однако он говорит, что не может помочь Роуз, потому что энергия в Австралии не подходит ей. Он даже предлагает вернуть деньги Бернарда, но Роуз говорит ему оставить их себе, говоря, что она скажет Бернарду, что Айзек исцелил её, чтобы Бернард перестал пытаться спасти её жизнь.
В аэропорту, ожидая посадки, Роуз роняет таблетки. Джон Локк (Терри О’Куинн), всё ещё находящийся в инвалидном кресле, возвращает их ей.

### На пляже
Роуз и Бернард ссорятся из-за недавно прибывшей еды от DHARMA Initiative. Бернард утверждает, что выжившие «отступились» от надежды спастись.
Джек Шепард (Мэттью Фокс) подходит к Сойеру (Джош Холлоуэй) и Кейт Остин (Эванджелин Лилли), чтобы объяснить свой план обмена пленными. Джек приглашает Кейт сопровождать его в джунгли, и она соглашается.
Бернард заручается помощью Хёрли (Хорхе Гарсиа), чтобы собрать выживших на незапланированную встречу. Бернард упрекает остальных за то, что они потеряли желание быть спасёнными. Он, ссылаясь на самолёт снабжения, который, должно быть, сбросил пайки DHARMA, предлагает создать знак SOS. Роуз отвергает этот план, говоря, что он даёт людям «ложную надежду». Бернард просит Чарли Пэйса (Доминик Монаган) и мистера Эко (Адевале Акиннуойе-Агбадже) помочь ему построить знак SOS, но они оба отвечают, что они слишком заняты строительством церкви. Бернард, не веря в кажущееся бесцеремонным отношение выживших к их спасению, уходит прочь.
Позже Бернард рассказывает уменьшившейся группе новый план принести камни с поля для знака SOS. Хёрли и Джин (Дэниел Дэ Ким) выражают скептицизм по поводу навыков планирования Бернарда. Бернард сталкивается с большей апатией, когда пытается заручиться помощью Сойера, и говорит Роуз, что его группа уменьшилась до четырёх. Бернард и Роуз спорят, поскольку Роуз предполагает, что его навыки руководителя не на должном уровне. Позже Бернард и Джин вступают в спор по поводу размещения камней. Джин, заметно уставший от работы, уходит. Бернард кричит ему, что он хочет забрать Роуз домой, но Джин просто извиняется и уходит.
Роуз рассказывает Локку про план Бернарда, но Локк более менее сочувствует ему. Локк говорит, что он «не вернётся в бункер», но Роуз скептично относится к этому заявлению. Локк говорит ей, что Джек диагностировал четырёхнедельный период выздоровления, но Роуз говорит: «Вы не хуже меня знаете, что это случится гораздо скорее». Это относится к воспоминаниям из аэропорта, раскрывая, что Роуз знает, что Локк был в инвалидном кресле до авиакатастрофы.
Бернард продолжает работать над знаком SOS в одиночку. Роуз приносит ему ужин и хочет извиниться за то, что солгала ему о том, что Айзек исцелил её. Роуз говорит, что, тем не менее, она исцелилась, потому что после авиакатастрофы она «больше не чувствовала» заразу внутри себя. Она говорит ему, что остров исцелил её, и говорит ему с абсолютной уверенностью, что она знает, что кто-то или что-то исцелило её. Бернард понимает, что Роуз не хочет, чтобы её спасали из-за страха, что она вновь заболеет за пределами острова. Узнав правду он говорит Роуз, что он не покинет остров и не будет пытаться продолжать строить знак.

### В бункере
Между тем Локк пытается вспомнить и нарисовать надпись, которую он видел на взрывных дверях в «Блокировке», но безрезультатно. Джек входит в оружейную комнату, чтобы сменить повязки Генри Гейла (Макл Эмерсон) и допросить его. Джек говорит Генри, что он планирует пересечь границу Других и сказать им, что Генри в плену. Джек предполагает, что Генри можно было бы обменять на Уолта Ллойда, но Генри отвечает: «Они не вернут Уолта».
Ана-Люсия Кортес (Мишель Родригес) предлагает Джеку сопровождать его в попытке договориться с Другими. Ана даёт Джеку пистолет и советует взять кого-нибудь с собой. Локк пытается поговорить с Генри через дверь оружейной, спрашивая его, вводил ли он цифры в компьютер. Однако Генри не отвечает и лишь злорадно ухмыляется.
Джек и Кейт идут через джунгли. Кейт замечает куклу на земле и тянется, чтобы поднять её, несмотря на отчаянные крики Джека. Кейт поднимает куклу, и они с Джеком оказываются пойманными в сети. Они понимают, что эту ловушку сделала Даниэль Руссо, из-за её низкого уровня сложности, и пытаются освободиться. Кейт протягивает руку вокруг Джека, чтобы достать пистолет, и они пытаются выстрелить в верёвку. Джеку удаётся это сделать. Освободившись, Джек и Кейт продолжают свой путь по джунглям под проливным дождём. Джек просит Кейт объяснить своё предыдущее замечание по поводу примитивности в сети. Кейт рассказывает ему о своей экспедиции с Клэр (Эмили де Рэвин) к другому бункеру.
В джунглях Кейт извиняется за то, что поцеловала Джека, но Джек говорит, что он не сожалеет об этом моменте. Из джунглей, спотыкаясь, выходит мужчина с факелом. Он падает на землю перед ними двумя, и его переворачивают, и этим мужчиной оказывается потерявший сознание Майкл Доусон (Гарольд Перрино).

## Разработка
В первоначальных планах сериала Джек должен был умереть в середине первого эпизода, а затем Кейт должна была стать лидером выживших. Предыстория Кейт состояла в том, что её муж пошёл в туалет незадолго до того, как самолёт раскололся в воздухе, и на Острове она останется непреклонной в том, что он жив. Однако продюсеры быстро изменили своё мнение о смерти Джека, сделав его лидером и создав новую предысторию для Кейт. Однако им понравилась оригинальная предыстория Кейт, поэтому они использовали её для Роуз и создали Бернарда в качестве её мужа. Муж Л. Скотт Колдуэлл испытывал проблемы со здоровьем во время съёмок первого сезона, что послужило вдохновением для флэшбэков в «S.O.S.».
Предысторию этой пары изначально планировалось рассказать в третьем сезоне; однако во втором сезоне сценаристы «Остаться в живых» хотели рассказать историю одного из второстепенных персонажей шоу. Поскольку Роуз и Бернард являются самыми заметными из таких персонажей, а фанаты хотели очень хотели узнать их предысторию, они решили сделать эпизод, посвящённый этой паре. После этого эпизода Колдуэлл не думала, что исцеление Роуз связано с Островом, и заявила: «Если она вылечилась, то это потому, что она сама так пожелала». После «S.O.S.» Роуз не появлялась до середины третьего сезона. Сценаристы ссылались на другие проекты Колдуэлл и Андерсона в качестве причины их отсутствия.

## Реакция
Во время первого показа эпизод посмотрело 15,68 миллионов зрителей США. С. К. Сэмплу III из AOL понравился «S.O.S.», потому что он показал «предысторию двух персонажей, которую мы все жаждали увидеть», сравнивая их отношения с отношениями Джека и Кейт (Эванджелин Лилли), и он посчитал встречу Роуз и Айзека «особенно интересной». Продюсер «Остаться в живых» Леонард Дик назвал Роуз и Бернарда «горячо любимыми персонажами» и посчитал, что они проделали «отличную работу» в «S.O.S.».